# Greifvogelschau

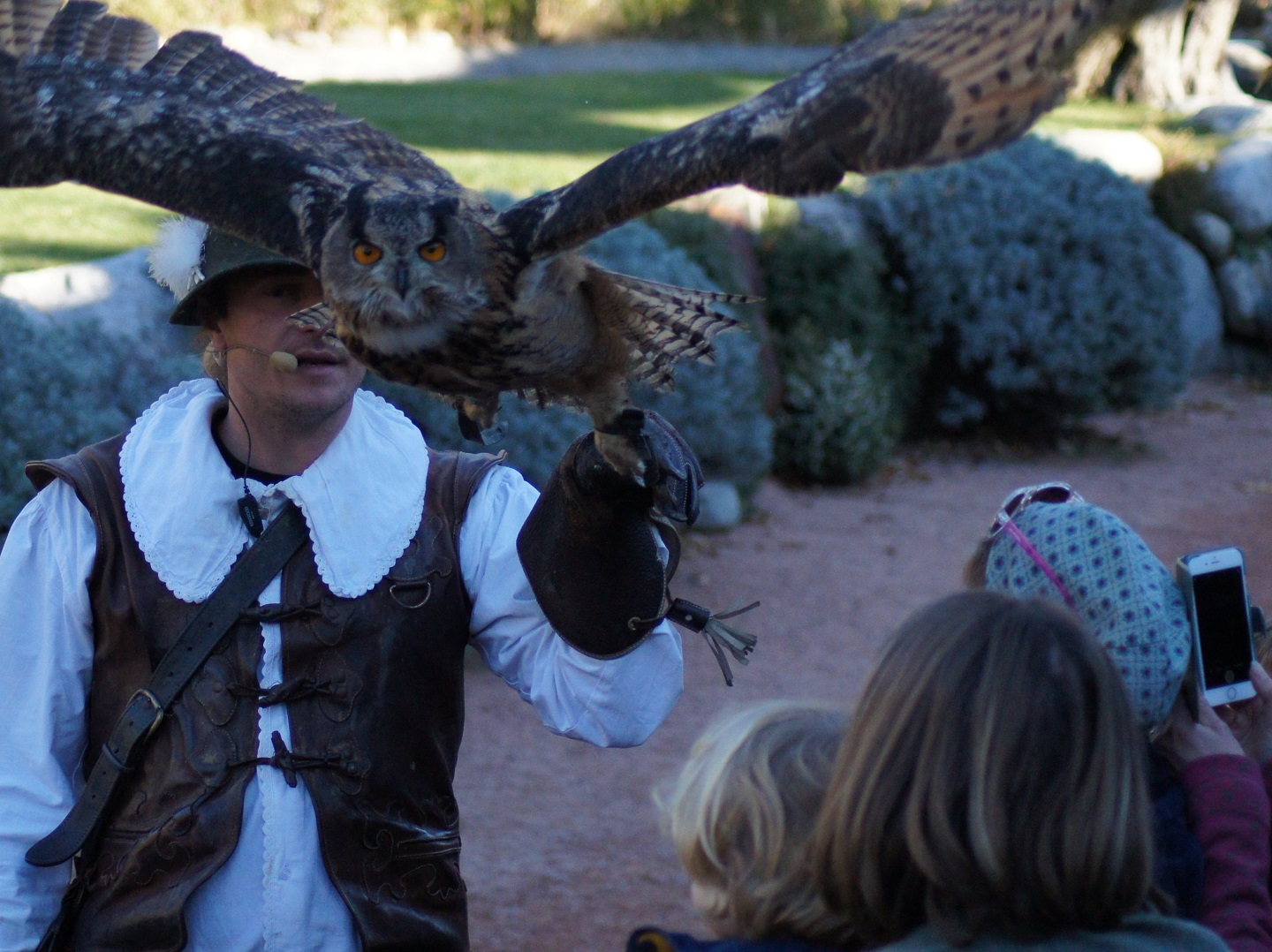
Greifvogelschau in Locarno, Uhu (Bubo Bubo)

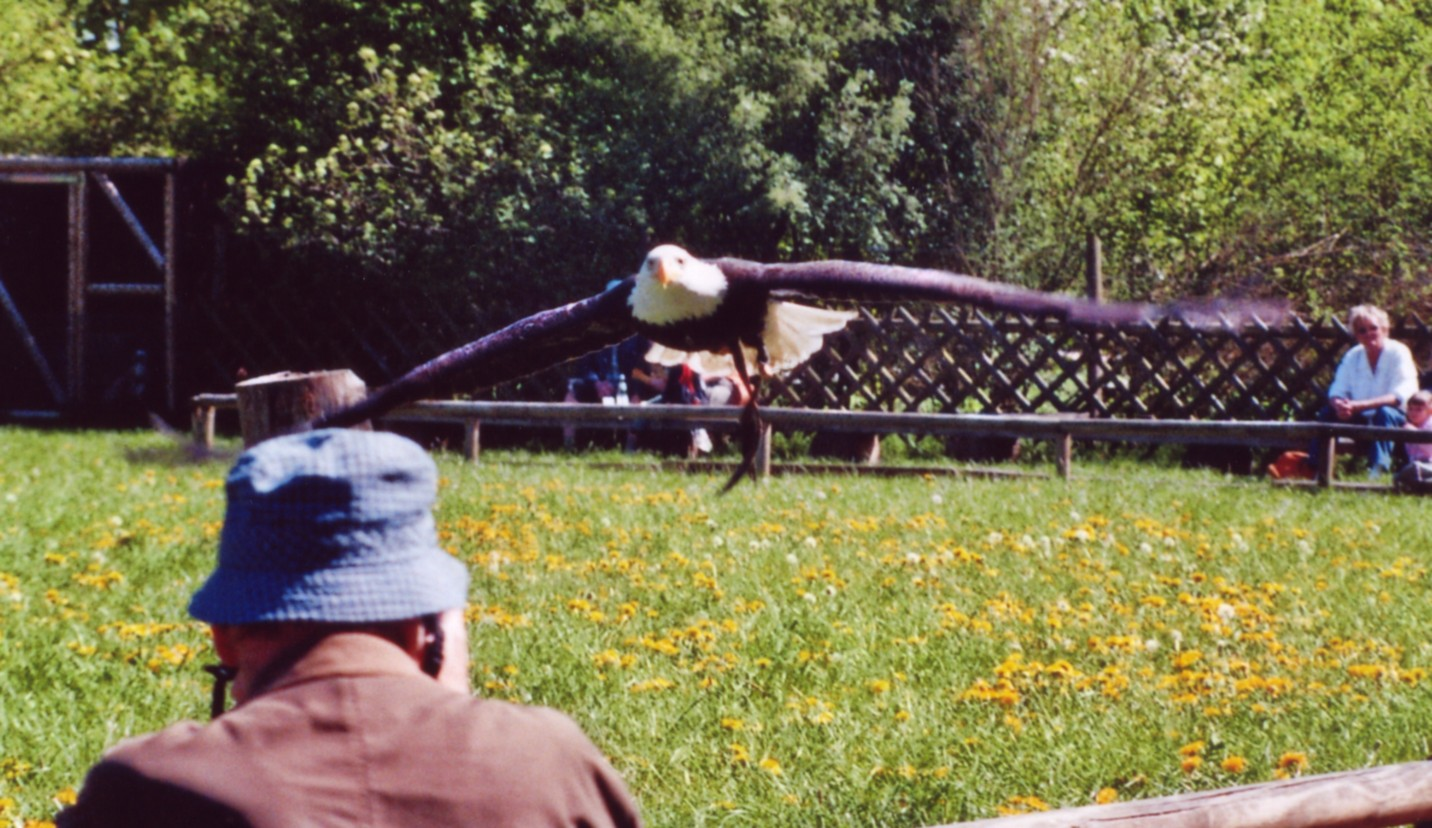
Greifvogelschau im Wildpark Poing

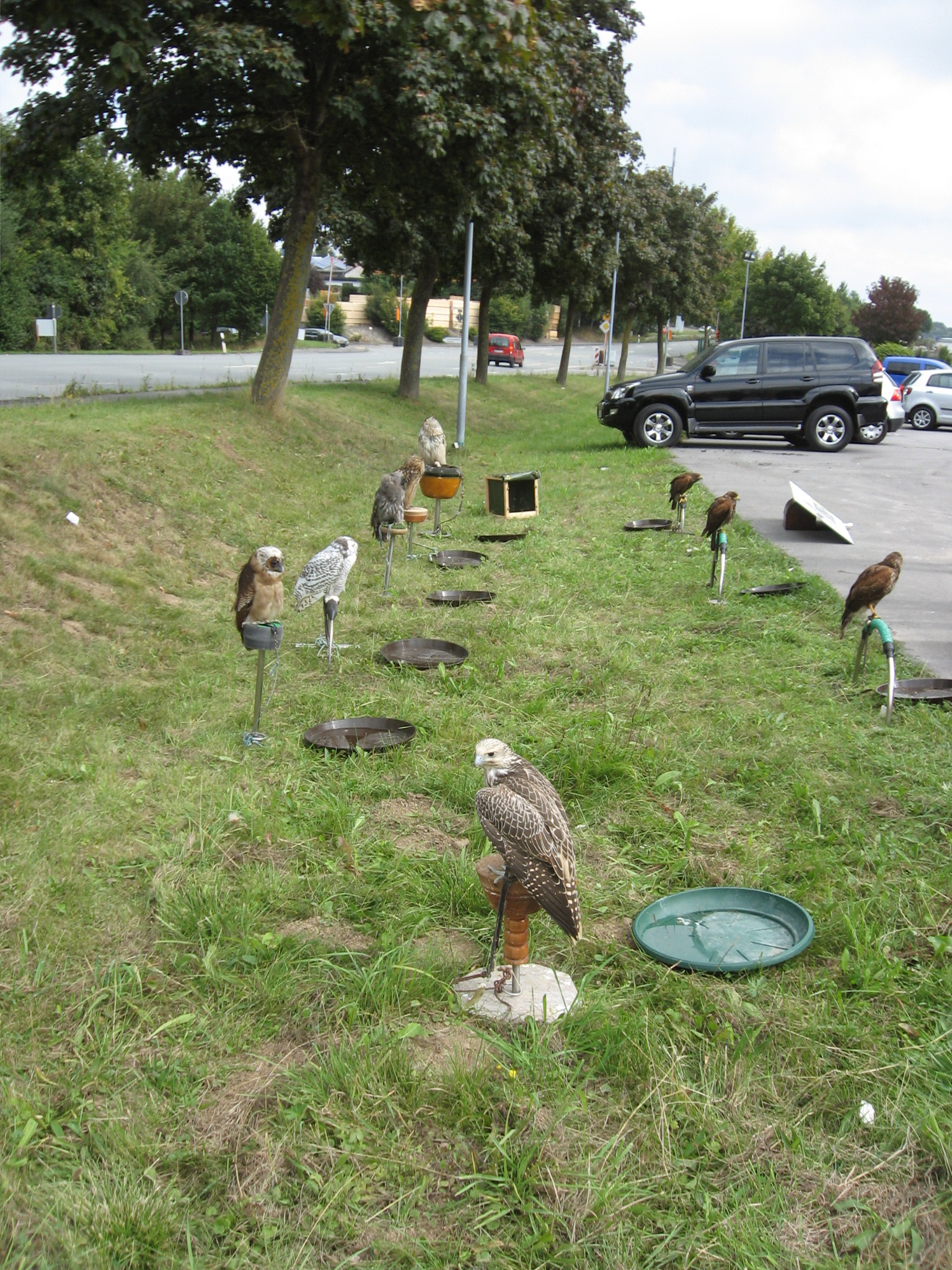
Vögel einer Greifvogelschau direkt an der Bundesstraße 7

Als Greifvogelschau, auch Freiflugvorführung oder Greifvogel-Flugschau werden Vorführungen auf Burgen, in Freizeitparks, bei Falknereien und von mobilen Falknern bezeichnet, in der Greifvögel, Falkenartige und Eulen vor Publikum fliegen. Die Zahl der Greifvogelschauen hat seit den 1990er Jahren stark zugenommen und mobile Falkner treten mit ihren Vögeln auch auf Jahrmärkten, bei Naturschutzveranstaltungen, in Schulen und bei vielen anderen Gelegenheiten auf. Die häufigsten Artengruppen sind Falken und Adler sowie auch Eulen und Geier. Eine solche Schau wird meist von einem Falkner geleitet, den eine Gruppe von Helfern unterstützt.

## Orte
Burgen und Tierparks mit Greifvögel-Vorführungen sind u. a.:
In Deutschland:
Baden-Württemberg
- Burgfalknerei Hohenbeilstein
- Deutsche Greifenwarte auf Burg Guttenberg
- Wildparadies Tripsdrill
- Wildpark Bad Mergentheim, Bad Mergentheim

Bayern
- Burg Guttenberg
- Falknerei Tinnunculus auf dem Königstuhl (Odenwald)
- Greifvogelpark Katharinenberg, Wunsiedel
- Schloss Rosenburg (Riedenburg)
- Tierpark Hellabrunn
- Wildpark Poing
- Greifvogelpark Grafenwiesen, Kötzting

Brandenburg
- Wildpark Johannismühle bei Baruth/Mark

Hessen
- Tierpark Sababurg
- Wildpark Alte Fasanerie
- Greifenwarte Wildpark Edersee, in Waldeck
- Wild- und Freizeitpark Willingen

Mecklenburg-Vorpommern
- Vogelpark Marlow

Niedersachsen
- Harzfalkenhof in Bad Sachsa
- Weltvogelpark Walsrode bei Walsrode
- Wildpark Lüneburger Heide in der Nordheide bei Nindorf
- Wildpark Müden
- Wildpark Neuhaus im Naturpark Solling-Vogler
- Wisentgehege Springe bei Springe in der Region Hannover

Nordrhein-Westfalen
- Adlerwarte Berlebeck bei Detmold
- Greifvogelstation Hellenthal
- Gymnicher Mühle, Erftstadt
- Wildwald Voßwinkel

Rheinland-Pfalz
- Adler und Wolfspark Kasselburg, Kasselburg
- Eifelpark
- Falknerei Burg Sayn
- Wildpark Kurpfalz-Park
- Wild- & Erlebnispark Daun

Sachsen
- Sächsischer Adler- und Jagdfalkenhof am Jagdschloss Augustusburg

Sachsen-Anhalt
- Burg Falkenstein (Harz)

Schleswig-Holstein
- Erlebniswald Trappenkamp

In Österreich:

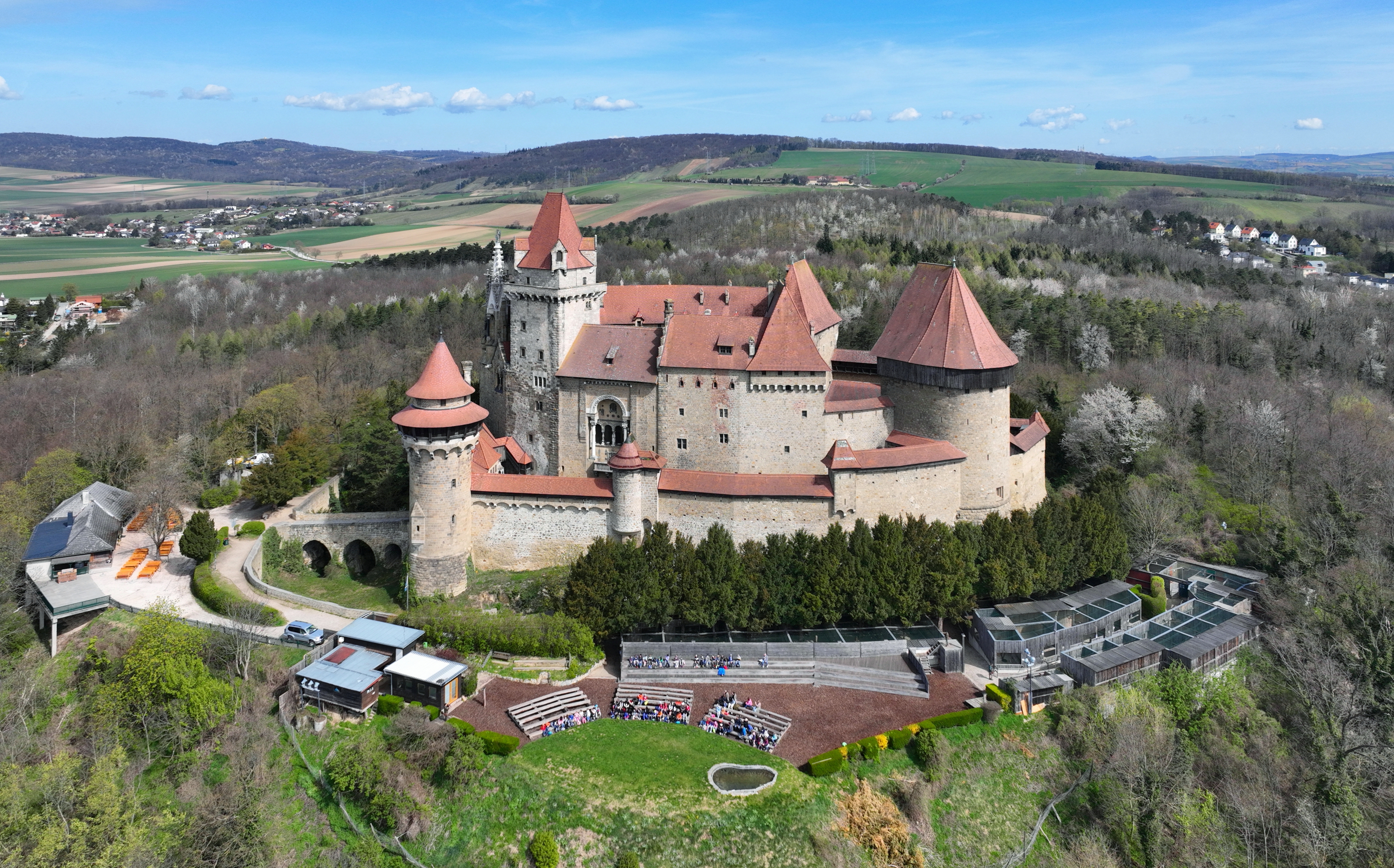
Burg Kreuzenstein mit der Falknerei „Adlerwarte Kreuzenstein“

- Renaissancefalkenhof Rosenburg im Schloss Rosenburg[1] bei Gars am Kamp
- Adlerwarte Kreuzenstein auf Burg Kreuzenstein nordwestlich von Wien
- Adlerarena Burg Landskron[2] in Kärnten
- Burg Oberkapfenberg in der Steiermark
- Riegersburg[3] in der Steiermark
- Festung Hohenwerfen in Salzburg
- Erlebnispark Mautern in der Steiermark

In der Schweiz:
- Greifvogelpark Buchs[4]
- Atzmännig-Talstation[5]
- Falconeria Locarno[6]

## Kritik

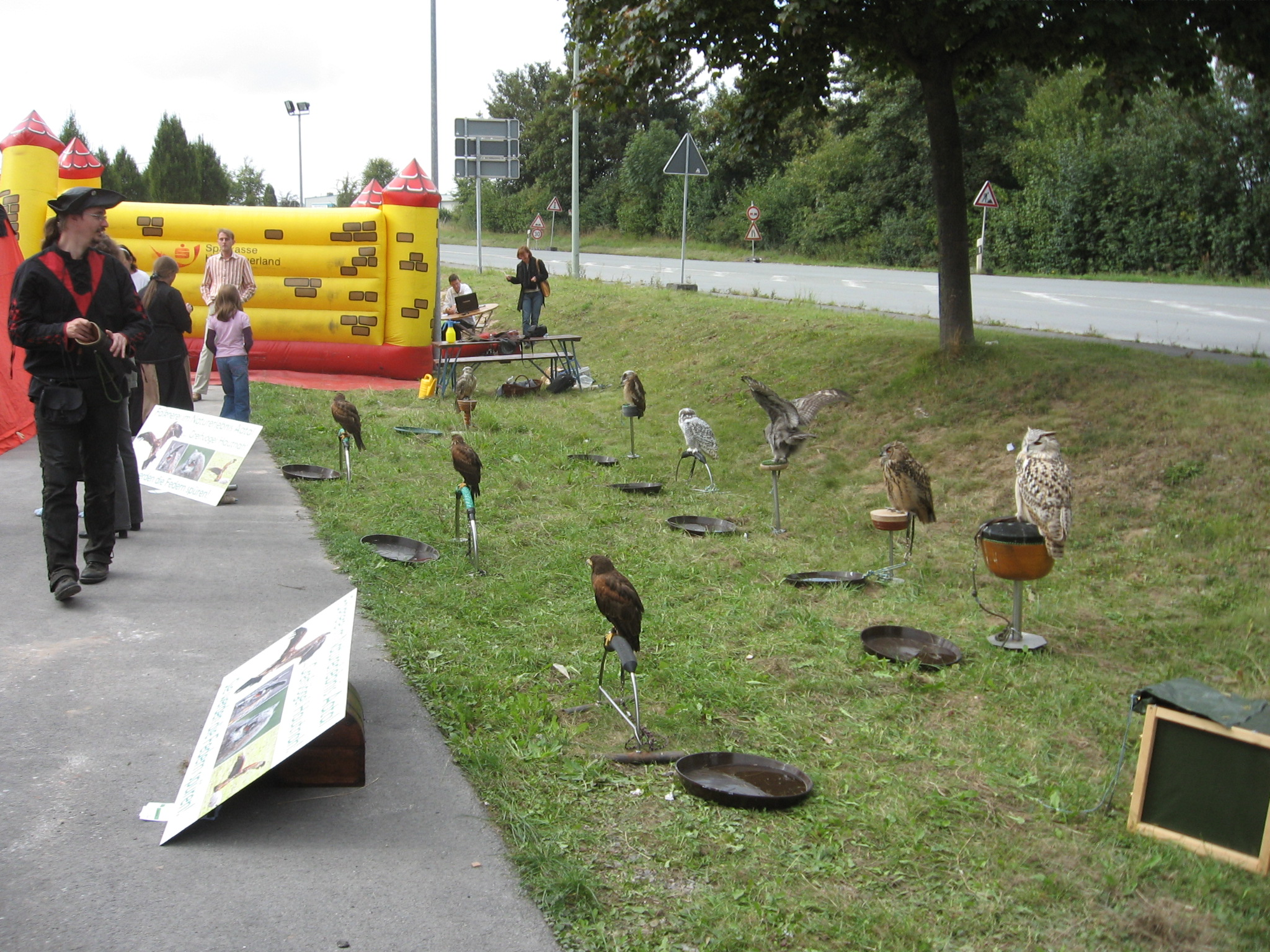
Greifvogelschau bei Jubiläum eines Autohauses. Vögel auf Rasenstreifen zwischen Parkplatz (links) und Bundesstraße 7 (rechts).

Viele Greifvogelschauen erfüllen nicht die rechtlichen Vorschriften zu einem fachlich und formal korrekten Betrieb. Die Rechtslage in Deutschland gestaltet sich als komplex, da sowohl Tierschutz-, Jagd- und Naturschutzrecht beachtet werden müssen. Die meisten Greifvogelschauen müssten demnach eigentlich eine Zoo-Genehmigung nach Bundesnaturschutzgesetz § 42 nachweisen. Um diese Zoo-Genehmigungen zu erhalten, müssten diese Forschungen, die zur Erhaltung der Arten beitragen, oder die Zucht zur Auswilderung von Vögeln in die Wildbahn oder eine Ausbildung in erhaltungsspezifischen Kenntnissen und Fähigkeiten betreiben. Auch eine Ausnahmegenehmigung nach dem Jagdrecht müsste vorliegen. Die Haltebedingungen genügen oftmals nicht mehr den zeitgemäßen Anforderungen in Bezug auf Gehege-Größe, Gehege-Ausstattung und  Versorgung. Die Arbeitsgemeinschaft Wanderfalkenschutz fordert deshalb regelmäßige, unangekündigte und sachkundige Kontrollen bei Greifvogelschauen. Auch eine konsequente Verfolgung und Sanktionierung bei Missständen wird gefordert.